# Hipposideros beatus
Hipposideros beatus (K. Andersen, 1906) è un pipistrello della famiglia degli Ipposideridi diffuso nell'Africa subsahariana.

## Descrizione

### Dimensioni
Pipistrello di piccole dimensioni, con la lunghezza totale tra 66 e 83 mm, la lunghezza dell'avambraccio tra 39 e 48 mm, la lunghezza della coda tra 20 e 31 mm, la lunghezza del piede tra 7 e 9 mm, la lunghezza delle orecchie tra 12 e 16 mm e un peso fino a 9,5 g.

### Aspetto
La pelliccia è lunga, fine e lanuginosa. Le parti dorsali sono bruno-grigiastre con i singoli peli con una banda centrale più chiara. Le orecchie sono corte, marroni scure, triangolari e con una concavità sul bordo posteriore appena sotto l'estremità appuntita. L'antitrago è leggermente ispessito. La foglia nasale presenta una porzione anteriore larga con due fogliette supplementari sui lati, un setto nasale poco sviluppato, una porzione posteriore con una struttura trasversale ben sviluppata ma priva di setti. Entrambi i sessi hanno una sacca ghiandolare sulla fronte con l'apertura orizzontale. Le membrane alari sono marroni scure. La coda è lunga e si estende leggermente oltre l'ampio uropatagio. Il primo premolare superiore è piccolo e situato fuori la linea alveolare. 

### Ecolocazione
Emette ultrasuoni ad alto ciclo di lavoro con impulsi a frequenza costante di 139–147 kHz

## Biologia

### Comportamento
Si rifugia in gruppi famigliari od occasionalmente fino a 12 individui nelle cavità degli alberi, cavità tra le rocce, piccole caverne erose dai fiumi, tra le radici esposte di grossi alberi, buche del terreno e canali di scolo lungo le strade. Il volo è rapido, potente e considerevolmente manovrato.

### Alimentazione
si nutre di insetti, particolarmente formiche volanti e scarabei catturati nella densa vegetazione.

### Riproduzione
Danno alla luce un piccolo alla volta alla fine della seconda stagione delle piogge, tra ottobre e novembre. Gli accoppiamenti avvengono tra giugno e luglio. Nella Repubblica Democratica del Congo nord-orientale è stata invece catturata una femmina che allattava in aprile ed un'altra a maggio.

## Distribuzione e habitat
Questa specie è diffusa nell'Africa occidentale e centrale dalla Sierra Leone ad ovest fino alla Repubblica Democratica del Congo e Sudan del Sud ad est.
Vive nelle foreste, aree degradate all'interno di foreste pluviali di pianura, boschi e arbusteti costieri e praterie boscose.

## Tassonomia
Sono state riconosciute 2 sottospecie:
- H.b.beatus: Sierra Leone, Liberia, Costa d'Avorio occidentale, Ghana, Nigeria meridionale, Camerun meridionale, Rio Muni, Gabon orientale;
- H.b.maximus (Verschuren, 1957): Repubblica Centrafricana meridionale, Congo nord-orientale, Repubblica Democratica del Congo settentrionale ed orientale, Sudan del Sud sud-occidentale.

## Conservazione
La IUCN Red List, considerato il vasto areale e la popolazione presumibilmente numerosa, classifica H.beatus come specie a rischio minimo (Least Concern)).